# Île Verte (Queensland)
Pour les articles homonymes, voir Île Verte.
L'île Verte (en anglais : Green Island ; en langue aborigène : Dabuukji) est une île australienne située dans la mer de Corail. Elle a le statut d'une localité de la région de Cairns, au Queensland,. Mentionnée dans le premier voyage de Cook le 10 juin 1770 sous le nom de Green Isle (« îlot Vert »), baptisée d'après Charles Green, elle compte 25 habitants selon le recensement de 2016.

## Situation
L'île Verte est située à 27 km au nord-est au large de Cairns, au sein du parc marin de la Grande Barrière. L'île est entourée d'un récif corallien et administrée par le parc national de l'île Verte. Elle compte notamment des aménagements d'accueil d'une cinquantaine de places, ainsi qu'une installation permettant la désalinisation de l'eau de mer, datant de 2001.

## Galerie

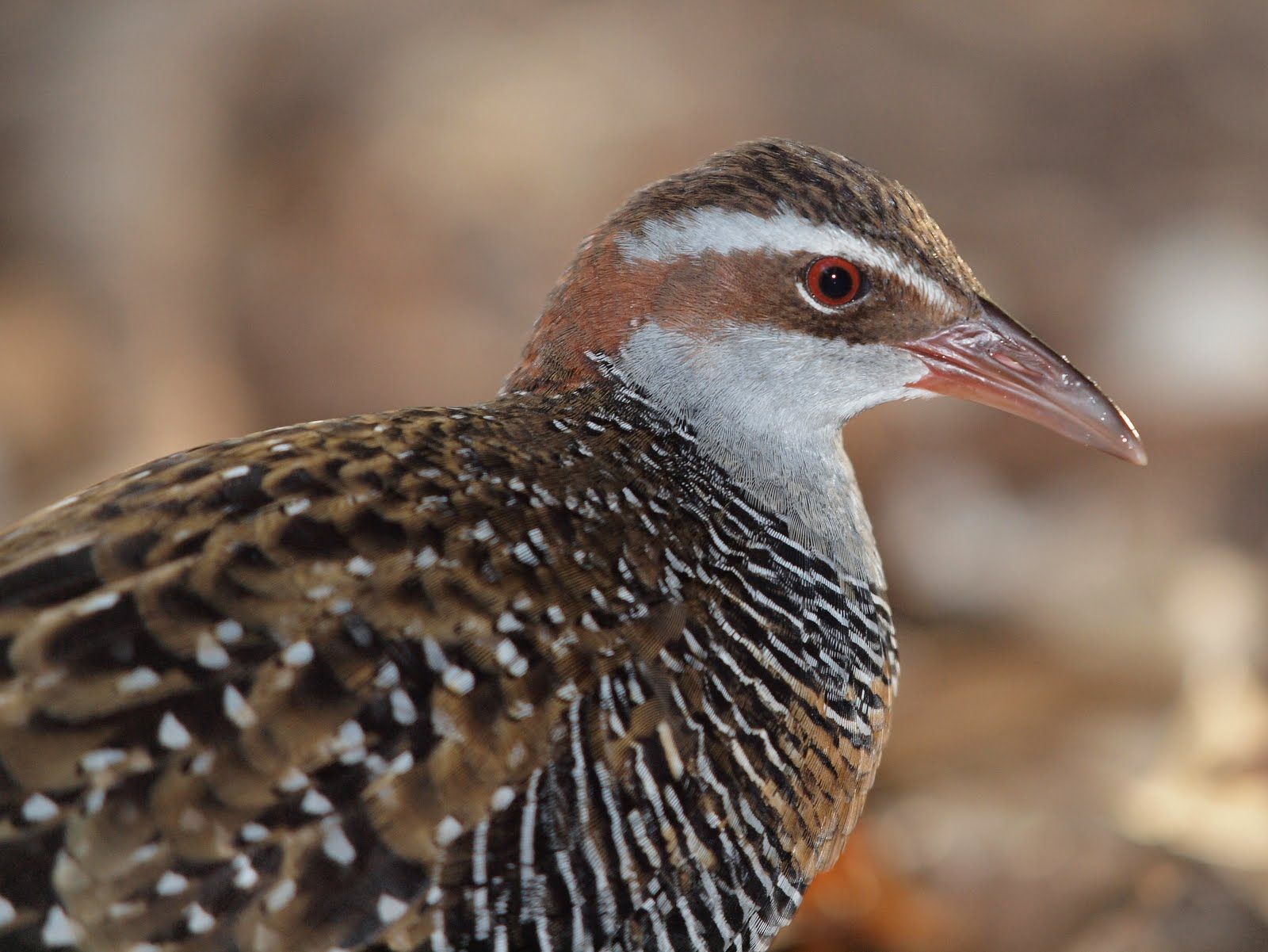
Râle tiklin.
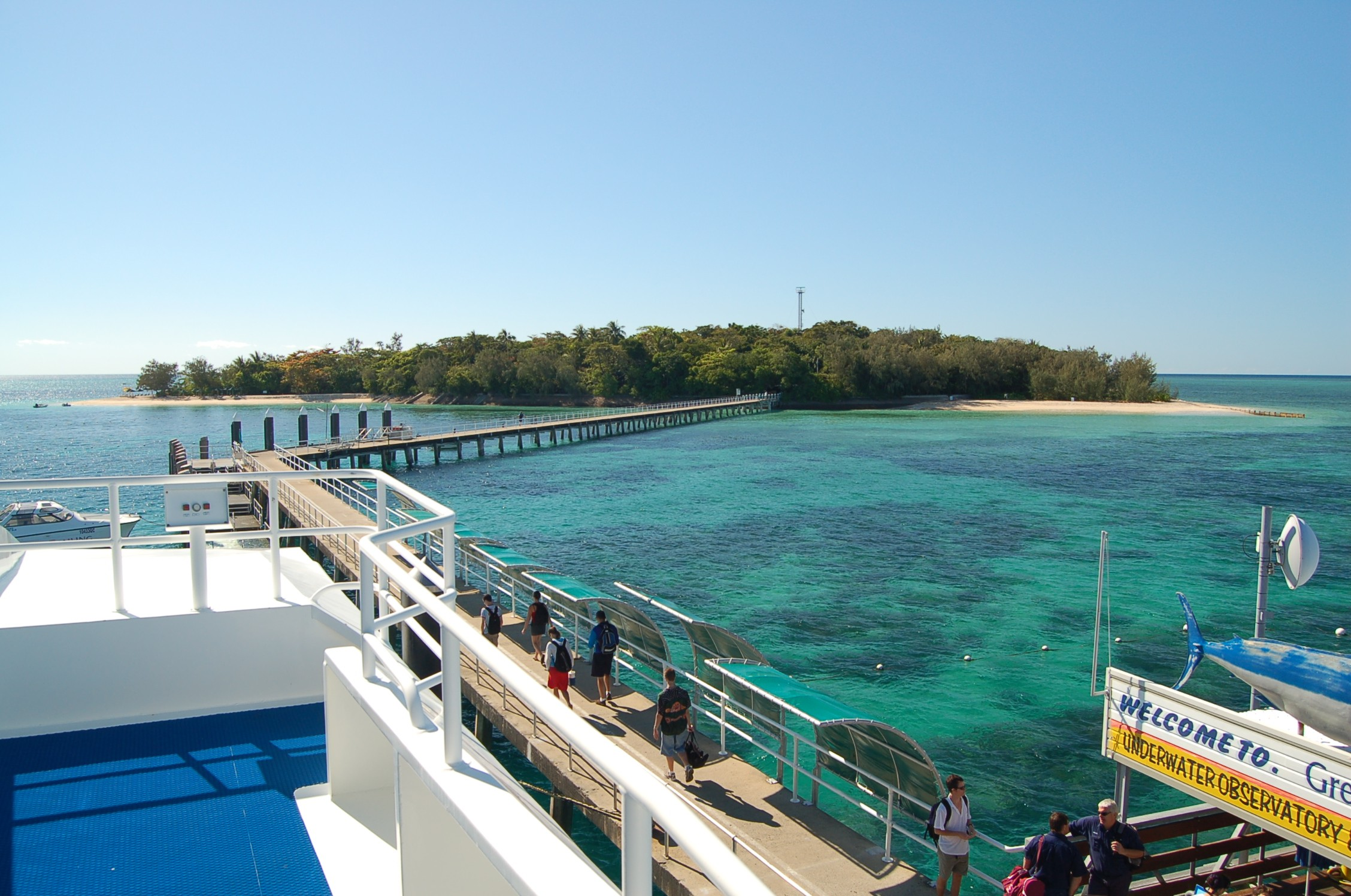
Embarcadère.
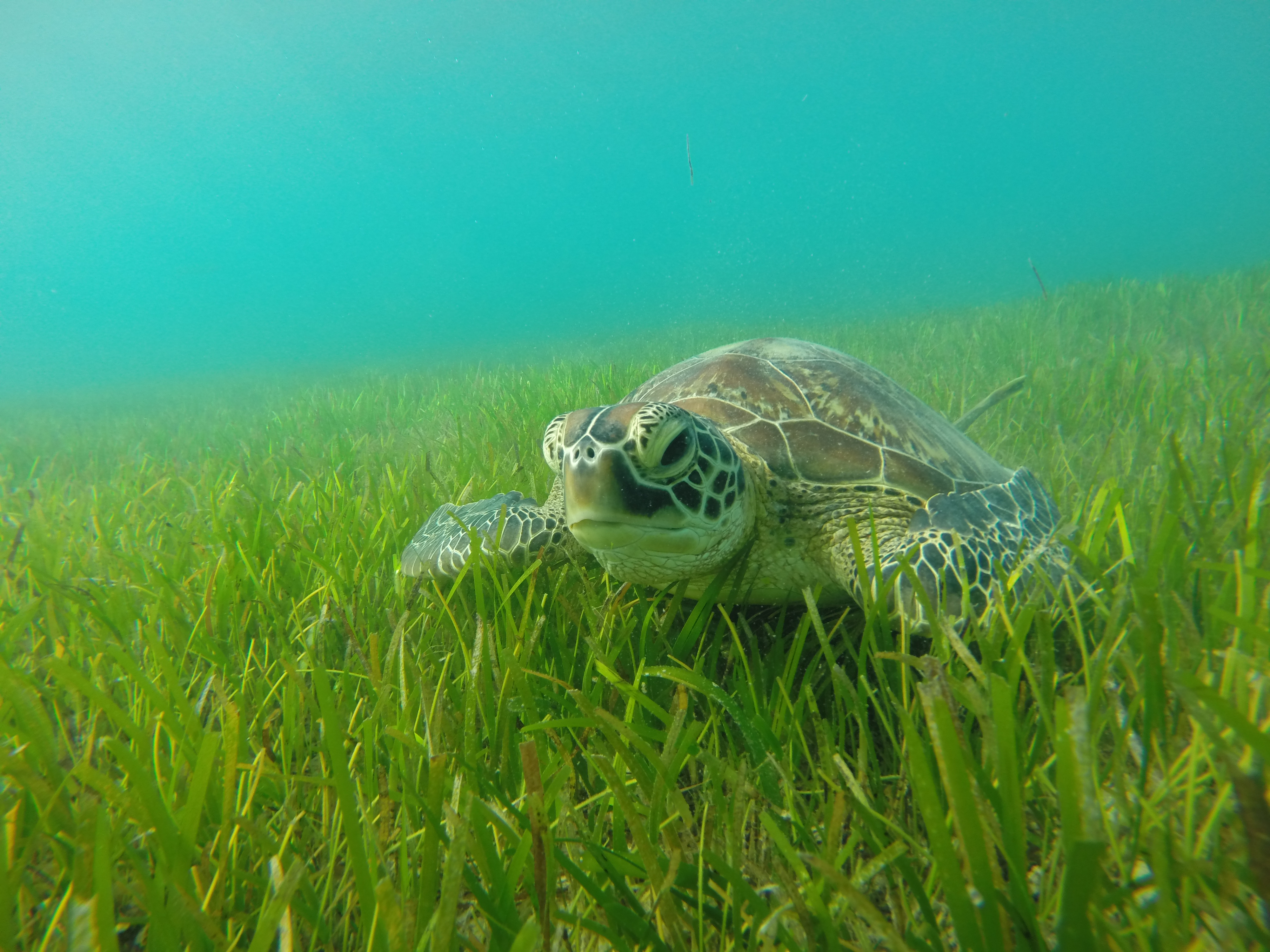
Tortue verte.